# Paredes Secas
Paredes Secas é uma povoação portuguesa do Município de Amares que foi sede da extinta Freguesia de Paredes Secas, freguesia que tinha 1,76 km² de área e 166 habitantes (2011), e, por isso, uma densidade populacional de 94,3 hab/km².
A Freguesia de Paredes Secas foi extinta (agregada), em 2013, no âmbito de uma reforma administrativa nacional, tendo sido agregada às freguesias de Vilela e Seramil, para formar uma nova freguesia denominada União das Freguesias de Vilela, Seramil e Paredes Secas.

## População
| População da freguesia de Paredes Secas (1864 – 2011) | População da freguesia de Paredes Secas (1864 – 2011) | População da freguesia de Paredes Secas (1864 – 2011) | População da freguesia de Paredes Secas (1864 – 2011) | População da freguesia de Paredes Secas (1864 – 2011) | População da freguesia de Paredes Secas (1864 – 2011) | População da freguesia de Paredes Secas (1864 – 2011) | População da freguesia de Paredes Secas (1864 – 2011) | População da freguesia de Paredes Secas (1864 – 2011) | População da freguesia de Paredes Secas (1864 – 2011) | População da freguesia de Paredes Secas (1864 – 2011) | População da freguesia de Paredes Secas (1864 – 2011) | População da freguesia de Paredes Secas (1864 – 2011) | População da freguesia de Paredes Secas (1864 – 2011) | População da freguesia de Paredes Secas (1864 – 2011) |
| ----------------------------------------------------- | ----------------------------------------------------- | ----------------------------------------------------- | ----------------------------------------------------- | ----------------------------------------------------- | ----------------------------------------------------- | ----------------------------------------------------- | ----------------------------------------------------- | ----------------------------------------------------- | ----------------------------------------------------- | ----------------------------------------------------- | ----------------------------------------------------- | ----------------------------------------------------- | ----------------------------------------------------- | ----------------------------------------------------- |
| 1864                                                  | 1878                                                  | 1890                                                  | 1900                                                  | 1911                                                  | 1920                                                  | 1930                                                  | 1940                                                  | 1950                                                  | 1960                                                  | 1970                                                  | 1981                                                  | 1991                                                  | 2001                                                  | 2011                                                  |
| 228                                                   | 193                                                   | 219                                                   | 196                                                   | 225                                                   | 207                                                   | 204                                                   | 229                                                   | 245                                                   | 227                                                   | 218                                                   | 177                                                   | 186                                                   | 156                                                   | 166                                                   |

## História
Até ao liberalismo esta freguesia constituía o couto de Paredes Secas.
Integrava o concelho de Santa Marta do Bouro, extinto em 31 de Dezembro de 1853, data em que passou para o concelho de Amares.